# Dicoryne conybearei
Dicoryne conybearei is een hydroïdpoliep uit de familie Bougainvilliidae. De poliep komt uit het geslacht Dicoryne. Dicoryne conybearei werd in 1864 voor het eerst wetenschappelijk beschreven door Allman. 